# El Pescaílla
Antonio González Batista, más conocido como el Pescaílla (algunas veces llamado el Pescadilla) (Barcelona, 3 de marzo de 1925-Alcobendas, Madrid, 12 de noviembre de 1999), fue un cantante, guitarrista y compositor español. Está considerado uno de los padres de la  rumba catalana. Su estilo y forma de interpretar y tocar la guitarra es referencia de todos los artistas de este género musical.
Estuvo casado con la cantante y bailaora Lola Flores (1923-1995), con la que tuvo 3 hijos: los cantantes Lolita Flores (1958), Antonio Flores (1961-1995) y Rosario Flores (1963). Sus nietas son las actrices Elena Furiase (hija de Lolita) y Alba Flores (hija de Antonio). Fue cuñado de la también cantante Carmen Flores y tío del exfutbolista y entrenador Quique Sánchez Flores.

## Biografía

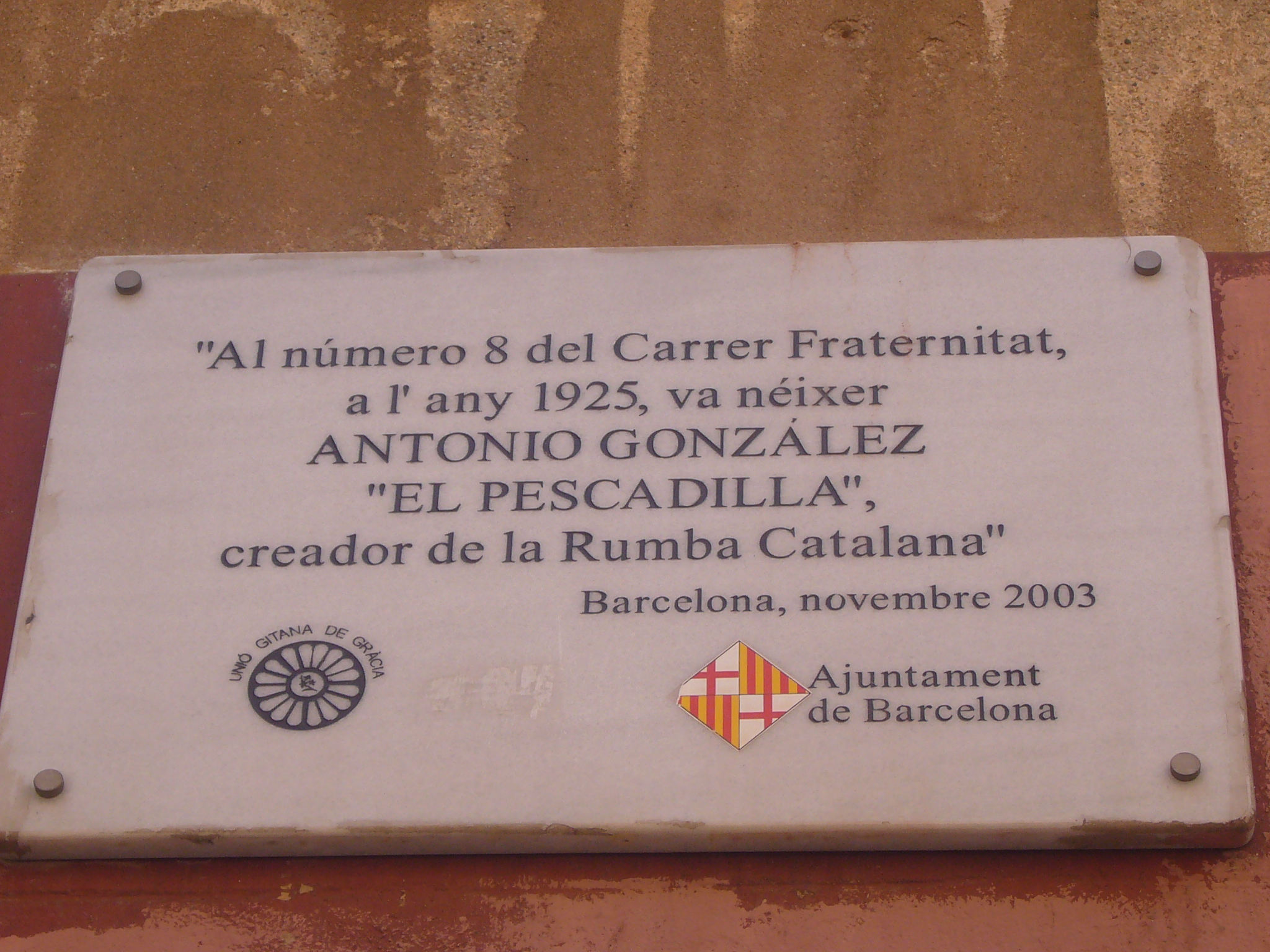
Placa en la casa natal

Su abuelo paterno, Manuel González, el Chindo, llegó a Barcelona a principios del siglo XX desde su Murcia natal. Se instaló en La Barceloneta como vendedor de pescado, actividad que simultaneaba con la de guitarrista en ciertos tablaos del Casco Antiguo y de La Rambla. Su hijo Antonio González fue el primero en recibir el apodo de Sardineta (no Pescadilla), acorde con las actividades que realizaba la familia. 
Antonio González Díaz y Antonia Batista Jiménez, vecina de la calle Fraternidad, se casaron alrededor de 1920, fijaron su residencia en el barrio de Gracia y allí nacieron sus cinco hijos: Manuel, Baldomero, Antonio (el Pescadilla), Juan y Josefa. Los varones iban a desempeñar un papel seminal en la gestación de la rumba catalana.
Antonio nació en el barrio de Gracia, se casó en Barcelona por el rito gitano con la bailaora Dolores Amaya Moreno (sobrina de Carmen Amaya y La Chunga), de la que tuvo una hija: Antonia (Toñi), en 1955, bailaora. Abandonó a ambas para unirse a Lola Flores, a la que conoció por medio de Manolo Caracol. La relación entre ellos primero fue exclusivamente profesional, ya que la Faraona, como se conocía a Lola Flores, mantenía un tempestuoso idilio con Caracol.
Antonio también tuvo un hijo después de Toñi, llamado Juan, con la bailaora jerezana Carmen Santos. Juan es guitarrista. Carmen había sido novia de Manuel Flores, el hermano de Lola y Carmen Flores.
González y Flores se casaron el 27 de octubre de 1957 en el Monasterio de El Escorial. Con la novia embarazada de tres meses, el matrimonio se celebró a las seis de la mañana, pues se temía que acudiera enfurecida la familia materna de la hija de Antonio y la bailaora Dolores Amaya Moreno, Toñi, nacida en 1955.
El matrimonio participó en 1959 en la película María de la O, de Ramón Torrado.
Las primeras grabaciones del Pescadilla, junto con Lola Flores, datan de 1964. Más adelante, sacó varios sencillos y sus canciones formaron parte de numerosos recopilatorios del sello discográfico Belter, con el que grabó durante la primera época.
El temperamento de Flores y su carisma artístico hicieron pasar a un segundo plano la figura de González, que asumió la situación y dejó prácticamente de grabar discos. Pese a los augurios, la relación se mantuvo firme contra viento y marea durante treinta y ocho años, superando amargos tragos como el que en 1989 supuso el proceso por fraude a la Hacienda pública.
En mayo de 1995, fallecieron su esposa, Lola, y su hijo Antonio en un intervalo de apenas catorce días, lo que supuso un duro golpe que el Pescadilla no pudo superar. Falleció en Madrid, el 12 de noviembre de 1999, a causa de una enfermedad hepática arrastrada desde hacía largo tiempo. Tenía setenta y cuatro años. Está enterrado en el Cementerio de la Almudena junto a su mujer Lola Flores y su hijo Antonio flores.

## Discografía y estilo
Aunque se le considera uno de los padres de la rumba catalana, su estilo tenía matices más flamencos que el de la rumba catalana actual dada a conocer por Peret a mediados de la década de 1950.
Solamente se pueden encontrar en estos momentos dos discos compactos disponibles en el mercado dedicados íntegramente a su música. Se trata de El patriarca de la rumba (Divucsa, 1999) y El Pescaílla (Divucsa, 2005).
Famoso por adaptar a su estilo canciones ajenas o populares, más que como compositor (en los registros de la SGAE, el Pescadilla solo figura como autor de dos temas), entre sus interpretaciones más destacadas se encuentran Sarandonga, Cada vez que tú me miras, Levántante, Strangers In The Night, Garota de Ipanema o Sabor a mí.